# Pleurothallis possoae
Pleurothallis possoae är en orkidéart som beskrevs av Carlyle August Luer. Pleurothallis possoae ingår i släktet Pleurothallis och familjen orkidéer. Inga underarter finns listade i Catalogue of Life.